# Неера
Неера (грч. Νέαιρα) је у грчкој митологији било име више личности.

## Митологија
1. Нимфа, која је са Хелијем имала кћерке Лампетију и Фаетусу.[1]
2. Према Аполодору, она је била Перејева кћерка, Алејева супруга и мајка Ајуге, Кефеја и Ликурга. Према Паусанији, она је била Аутоликова жена.[2]
3. Једна од Ниобиних кћерки, Ниобида.[2]
4. Нимфа најада из Едоније у Тракији, удата за речног бога Стримона. Вероватно је била океанида и потицала је са извора реке њеног мужа. Према Аполодору, са њим је имала кћерку Евадну.[3]
5. Нимфа која је са Зевсом имала кћерку Еглу.[2]
6. Нимфа са планине Сипил у Лидији. Она је са Тејодамантом, краљем Дриопљана имала сина Дресеја.[2]